# Dorothy Virginia Nightingale
Dorothy Virginia Nightingale (* 21. Februar 1902 in Fort Collins, Colorado; † 12. Juni 2000 in Boulder, Colorado) war eine US-amerikanische Chemikerin.

## Leben
Dorothy Virginia Nightingale wurde als Tochter von William David und Jennie Nightingale, geborene Beem, 1902 in Fort Collins, Colorado geboren. Ihr Vater war Farmer und ihre Mutter vor ihrer Heirat Lehrerin und später Sekretärin in Indianapolis. Ihre Schulausbildung erhielt sie in Colorado. Im Alter von 17 Jahren zog die Familie 1918 nach Columbia, Missouri, wo sie ein Studium an der University of Missouri begann. Sie beabsichtigte Fremdsprachen und Geschichte als Hauptfach zu studieren, wurde mit der Zeit aber von ihrem Chemielehrer für die Naturwissenschaften gewonnen und machte nach ihrem Bachelor of Arts (1922) ihren Masterabschluss in Chemie (1923). Sie arbeitet dann als Lehrkraft für Chemie an der University of Missouri, begann aber 1924 gleichzeitig mit ihrer Doktorarbeit und wurde 1928 als akademische Schülerin von Julius Stieglitz an der University of Chicago promoviert.
Sie unterrichtete dann weiter Chemie an der University of Missouri und wurde hier 1939, nach einem Jahr an der University of Minnesota im Jahre 1938, Assistenzprofessor und stieg bis 1958 zum Professor auf. Sie wirkte mit einigen Unterbrechungen bis zu ihrer Pensionierung 1972 fast fünfzig Jahre an der Universität. Während des Zweiten Weltkriegs arbeitete sie von 1942 bis 1945 für das Office of Scientific Research and Development (OSRD) und von 1946 bis 1947 an der University of California, Los Angeles.
Dorothy Virginia Nightingale forschte auf dem Gebiet der Organischen Chemie und widmete sich in den Anfangsjahren der Chemolumineszenz von organischen Halogeniden. Sie beschäftigte sich dann mit Friedel-Crafts-Reaktionen und spezialisierte sich auf die Friedel-Crafts-Alkylierung. Zur damaligen Zeit war das Wissen zu diesen komplexen Reaktionen noch nicht sehr ausgeprägt und von ihren Forschungen profitierten Prozesse zur Herstellung von Kraftstoffen, synthetischem Kautschuk und anderer Kunststoffe.

## Auszeichnungen
- 1959: Garvan-Olin-Medaille (American Chemical Society)